# Thomas Greiner (Ruderer)
Thomas Greiner (* 3. Mai 1963 in Dresden) ist ein deutscher Rudersportler. Er war Goldmedaillengewinner der DDR bei den Olympischen Spielen 1988.

## Werdegang
Mit neun Jahren erlernte er 1972 das Rudern bei der damaligen BSG Motor Dresden Niedersedlitz, heutiger Vereinsname Dresdner Ruderverein. Seine großen sportlichen Erfolge hatte er beim damaligen SC Einheit Dresden, Sektion Rudern. Deren Nachfolger ist der Dresdner Ruder-Club 1902.
Im Januar 2000 legte er die nationale Wettkampfrichterprüfung des Deutschen Ruderverbandes (DRV) ab und ist seitdem wieder mit dem Rudersport verbunden. Seit 2005 ist er auch internationaler Wettkampfrichter der FISA.
Thomas Greiner hat zwei Kinder. Für seinen Olympiasieg 1988 wurde er mit dem Vaterländischen Verdienstorden in Gold ausgezeichnet.

## Erfolge
- 1988 Olympiasieger im Vierer ohne Steuermann (Seoul)
- 1980 3. Platz Junioren-Weltmeisterschaften im Doppelvierer
- 1981 Junioren-Weltmeisterschaften im Doppelzweier
- 1982 Weltmeister im Vierer mit Steuermann (Luzern)
- 1983 Weltmeister im Zweier mit Steuermann (Duisburg)
- 1985 3. Platz Weltmeisterschaft im Vierer ohne Steuermann (Hazewinkel)
- 1986 3. Platz Weltmeisterschaft im Zweier mit Steuermann (Nottingham)
- 1987 Weltmeister im Vierer ohne Steuermann (Kopenhagen)
- 1989 Weltmeister im Vierer ohne Steuermann (Bled)
- 1990 3. Platz Weltmeisterschaft im Vierer ohne Steuermann (Tasmanien)
- 1991 Thomas-Keller-Medaille; diese erhielt er für seine außergewöhnliche Karriere im Rudersport von der FISA